# Ivoorkust op het wereldkampioenschap voetbal 2006
Ivoorkust was een van de deelnemende landen op het Wereldkampioenschap voetbal 2006 in Duitsland. Het was de allereerste keer in de geschiedenis dat het land aanwezig was op het eindtoernooi. Hoewel Ivoorkust debuteerde, had het land vroeger als zijn waarde bewezen. Zo had het toen reeds één maal de Afrika Cup gewonnen. Die overwinning werd behaald in 1992, terwijl in 2006 de finale werd verloren van Egypte. Van de zestien deelnames aan de Afrika Cup reikten "Les Éléphants" zeven maal tot de halve finale of verder.

## Kwalificatie
Als lid van de CAF diende Ivoorkust zich te kwalificeren via een van de vijf groepen waarvan de groepswinnaars zich uiteindelijk voor het WK zouden plaatsen. Vanwege resultaten behaald in het verleden hoefde Ivoorkust geen voorrondewedstrijd te spelen.
Ivoorkust kwam terecht in groep drie en kwam daar in de vorm van Kameroen en Egypte enkele sterke opponenten tegen. Libië, Soedan en Benin waren de overige landen in deze groep, maar speelden geen rol van betekenis. De strijd ging zoals verwacht tussen de drie eerst genoemde landen, waar Kameroen de grootste kanshebber was. De ontembare leeuwen kwamen dan ook aan de leiding in de groep en hielden nog slechts één concurrent over toen Ivoorkust met 2-0 won van Egypte, dat daarmee afhaakte. Toch leek het WK ticket verzekerd en met nog slechts een wedstrijd te gaan stond Kameroen een punt voor, waardoor een overwinning op Egypte zekerheid zou geven. Diezelfde dag speelde Ivoorkust een gewonnen wedstrijd in en tegen Soedan, waardoor Kameroen ook daadwerkelijk zou moeten winnen. De wedstrijd keerde zich langzaam maar zeker in het nadeel van Kameroen en de 1-1 stand die op het scorebord verscheen was dan ook niet genoeg. Toch werd Kameroen nog een grote kans geboden. In de blessuretijd van de tweede helft kreeg het een strafschop te nemen, zou deze benut zijn dan was het WK ticket binnen. Pierre Wome faalde echter jammerlijk, waardoor de Ivorianen zich voor het eerst in de historie van het WK kwalificeerden.

### Wedstrijden
| 6 juni, 2004      | Ivoorkust | 2 – 0 | Libië     |
| 20 juni, 2004     | Egypte    | 1 – 2 | Ivoorkust |
| 4 juli, 2004      | Kameroen  | 2 – 0 | Ivoorkust |
| 5 september, 2004 | Ivoorkust | 5 – 0 | Soedan    |
| 10 oktober, 2004  | Benin     | 0 – 1 | Ivoorkust |
| 27 maart, 2005    | Ivoorkust | 3 – 0 | Benin     |
| 3 juni, 2005      | Libië     | 0 – 0 | Ivoorkust |
| 19 juni, 2005     | Ivoorkust | 2 – 0 | Egypte    |
| 4 september, 2005 | Ivoorkust | 2 – 3 | Kameroen  |
| 8 oktober, 2005   | Soedan    | 1 – 3 | Ivoorkust |

| Land      | Wed | Win | Gel | Ver | DV | DT | +/- | Pnt |
| --------- | --- | --- | --- | --- | -- | -- | --- | --- |
| Ivoorkust | 10  | 7   | 1   | 2   | 20 | 7  | +13 | 22  |
| Kameroen  | 10  | 6   | 3   | 1   | 18 | 10 | +8  | 21  |
| Egypte    | 10  | 5   | 2   | 3   | 26 | 15 | +11 | 17  |
| Libië     | 10  | 3   | 3   | 4   | 8  | 10 | -2  | 12  |
| Soedan    | 10  | 1   | 3   | 6   | 6  | 22 | -16 | 6   |
| Benin     | 10  | 1   | 2   | 7   | 9  | 23 | -14 | 5   |

## Groep C
Groep C was een zogenaamde poule des doods met twee gevestigde landen en twee landen, die in staat waren deze landen uit te kunnen schakelen. Bij Argentinië waren de ogen gericht op het supertalent Lionel Messi, die tijdens het toernooi negentien jaar zou worden, hij zorgde ervoor dat het jeugdteam wereldkampioen werd. Zijn debuut in het Argentijns hoofdteam liep uit op een debacle, hij werd tegen Hongarije uit het veld gestuurd. Hij zou echter vooral reserve staan in een team met spelmaker Juan Román Riquelme, de zoveelste Argentijnse speler die werd gezien als de nieuwe Maradona en doelpuntenmachine Hernán Crespo. Nederland plaatste zich voor het toernooi met een vernieuwde selectie, coach Marco van Basten weigerde gearriveerde vedetten als Clarence Seedorf, Edgar Davids en Patrick Kluivert te selecteren. En poging om de bij Feyenoord spelende Salomon Kalou te naturaliseren werd door minister Verdonk afgewezen. Zijn oorspronkelijke land Ivoorkust was een van de tegenstanders, superspits Didier Drogba was de blikvanger van het team. Servië en Montenegro plaatste zich voor het WK ten koste van België, dat voor de eerste keer sinds 1982 niet meedeed, het zou voor de laatste keer meedoen aan het WK aangezien Montenegro een onafhankelijk land werd.
Argentinië en Ivoorkust waren in de eerste helft gelijkwaardig aan elkaar, maar Argentinië was effectiever in het benutten van de kansen en nam een 2-0 voorsprong door doelpunten van Hernán Crespo en Javier Saviola. In de tweede helft overheerste Ivoorkust, maar het kwam niet verder dan een late tegentreffer van Didier Drogba. Nederland tegen Servië en Montenegro, het duel met het minste aantal toeschouwers op dit toernooi, was een minder verheffende wedstrijd, Nederland won met 1-0 door een treffer van Arjen Robben, die de smaakmaker van de wedstrijd was met individuele acties. Ploeggenoot Robin van Persie had ook kritiek op het spel van zijn teamgenoot, in zijn mening dacht Robben niet altijd aan het teambelang in zijn acties.
Argentinië voerde een galavorstelling op tegen Servië Montenegro: 6-0, de fraaiste treffer was van Esteban Cambiasso, die scoorde na langdurig balbezit en snel combinatiespel. Invaller Messi scoorde zijn eerste goal op een WK en uit frustratie werd de Servische spits Mateja Kežman uit het ved gestuurd na een onbesuisde tackle. Ivoorkust streed voor zijn laatste kans tegen Nederland en had overwicht in het begin van de wedstrijd, totdat Nederland een vrije trap kreeg, die succesvol werd genomen door Robin van Persie. Vlak daarna scoorde Ruud van Nistelrooy na een solo van Arjen Robben. De wedstrijd was echter nog lang niet gelopen, eerst schoot Didier Zokora op de paal, later scoorde Bakari Koné door drie man te passeren. In de tweede helft had Ivoorkust de overhand, de beste kans werd verijdeld door Robin van Persie die een bal van de lijn haalde. Nederland haalde op tandvlees de eindstreep en plaatste zich samen met Argentinië voor de achtste finales. In de laatste wedstrijd stond Ivoorkust voor de derde keer op rij met 0-2 achter, maar nu wonnen de Afrikanen, die een goede indruk maakten maar wel voortijdig uitgeschakeld waren wel: 3-2 van Servië en Montenegro.
| Land                 | Wed | Win | Gel | Ver | DV | DT | +/− | Pnt |
| -------------------- | --- | --- | --- | --- | -- | -- | --- | --- |
| Argentinië           | 3   | 2   | 1   | 0   | 8  | 1  | 7   | 7   |
| Nederland            | 3   | 2   | 1   | 0   | 3  | 1  | 2   | 7   |
| Ivoorkust            | 3   | 1   | 0   | 2   | 5  | 6  | –1  | 3   |
| Servië en Montenegro | 3   | 0   | 0   | 3   | 2  | 10 | –8  | 0   |

|                                               |                        |       |            |                                                                                   |
| 10 juni 2006 «onderlinge duels» 21:00 (UTC+2) | Argentinië             | 2 – 1 | Ivoorkust  | Volksparkstadion, Hamburg Toeschouwers: 49.480 Scheidsrechter: Frank De Bleeckere |
| 10 juni 2006 «onderlinge duels» 21:00 (UTC+2) | Crespo 24' Saviola 38' |       | 82' Drogba | Volksparkstadion, Hamburg Toeschouwers: 49.480 Scheidsrechter: Frank De Bleeckere |

|                                               |                      |            |           |                                                                          |
| 11 juni 2006 «onderlinge duels» 15:00 (UTC+2) | Servië en Montenegro | 0 – 1      | Nederland | Zentralstadion, Leipzig Toeschouwers: 37.216 Scheidsrechter: Markus Merk |
| 11 juni 2006 «onderlinge duels» 15:00 (UTC+2) |                      | 17' Robben |           | Zentralstadion, Leipzig Toeschouwers: 37.216 Scheidsrechter: Markus Merk |

|                                               |                                                                |       |                      |                                                                                   |
| 16 juni 2006 «onderlinge duels» 15:00 (UTC+2) | Argentinië                                                     | 6 – 0 | Servië en Montenegro | Veltins-Arena, Gelsenkirchen Toeschouwers: 52.000 Scheidsrechter: Roberto Rosetti |
| 16 juni 2006 «onderlinge duels» 15:00 (UTC+2) | Rodríguez 6', 41' Cambiasso 31' Crespo 78' Tévez 84' Messi 88' |       |                      | Veltins-Arena, Gelsenkirchen Toeschouwers: 52.000 Scheidsrechter: Roberto Rosetti |

|                                               |                                    |       |             |                                                                                |
| 16 juni 2006 «onderlinge duels» 18:00 (UTC+2) | Nederland                          | 2 – 1 | Ivoorkust   | Mercedes-Benz Arena, Stuttgart Toeschouwers: 52.000 Scheidsrechter: Óscar Ruiz |
| 16 juni 2006 «onderlinge duels» 18:00 (UTC+2) | Van Persie 23' Van Nistelrooij 27' |       | 38' B. Koné | Mercedes-Benz Arena, Stuttgart Toeschouwers: 52.000 Scheidsrechter: Óscar Ruiz |

|                                               |           |       |            |                                                                                         |
| 21 juni 2006 «onderlinge duels» 21:00 (UTC+2) | Nederland | 0 – 0 | Argentinië | Commerzbank-Arena, Frankfurt Toeschouwers: 48.000 Scheidsrechter: Luis Medina Cantalejo |
| 21 juni 2006 «onderlinge duels» 21:00 (UTC+2) |           |       |            | Commerzbank-Arena, Frankfurt Toeschouwers: 48.000 Scheidsrechter: Luis Medina Cantalejo |

|                                               |                                          |       |                      |                                                                             |
| 21 juni 2006 «onderlinge duels» 21:00 (UTC+2) | Ivoorkust                                | 3 – 2 | Servië en Montenegro | Allianz Arena, München Toeschouwers: 66.000 Scheidsrechter: Marco Rodríguez |
| 21 juni 2006 «onderlinge duels» 21:00 (UTC+2) | Dindane 37' (pen.), 67' Kalou 86' (pen.) |       | 10' Žigić 20' Ilić   | Allianz Arena, München Toeschouwers: 66.000 Scheidsrechter: Marco Rodríguez |

## Wedstrijden gedetailleerd
WK voetbal 2006 (Groep C) Argentinië - Ivoorkust
WK voetbal 2006 (Groep C) Nederland - Ivoorkust
WK voetbal 2006 (Groep C) Ivoorkust - Servië en Montenegro
FIF · A-internationals · Selecties · Bondscoaches · Statistieken · Ivoriaans vrouwenelftal · Ivoorkust U21 · Ivoorkust U20 · Ivoorkust U19 · Ivoorkust U18 · Ivoorkust U17
1960 – 1969 ·
1970 – 1979 ·
1980 – 1989 ·
1990 – 1999 ·
2000 – 2009 ·
2010 – 2019 ·
2020 − 2029
WK 2006 · 
WK 2010 · 
WK 2014
OS 2008 · 
OS 2020
1960 ·
1961 ·
1962 ·
1963 ·
1964 · 
1965 ·
1966 · 
1967 ·
1968 ·
1969 ·
1970 ·
1971 ·
1972 ·
1973 ·
1974 ·
1975 ·
1976 ·
1977 ·
1978 · 
1979 ·
1980 ·
1981 · 
1982 ·
1983 ·
1984 ·
1985 ·
1986 ·
1987 ·
1988 ·
1989 ·
1990 ·
1991 ·
1992 · 
1993 · 
1994 · 
1995 · 
1996 · 
1997 · 
1998 · 
1999 · 
2000 · 
2001 · 
2002 · 
2003 · 
2004 · 
2005 · 
2006 · 
2007 · 
2008 · 
2009 · 
2010 · 
2011 · 
2012 · 
2013 ·
2014 ·
2015 ·
2016 ·
2017 ·
2018 ·
2019 ·
2020 ·
2021 ·
2022 ·
2023 ·
2024
Algerije ·
Angola ·
Argentinië ·
België ·
Benin ·
Bosnië en Herzegovina ·
Botswana ·
Brazilië ·
Burkina Faso ·
Burundi ·
Centraal-Afrikaanse Republiek ·
Chili ·
Colombia ·
Comoren ·
Congo-Brazzaville ·
Congo-Kinshasa ·
Duitsland ·
Egypte ·
El Salvador ·
Engeland ·
Equatoriaal-Guinea ·
Ethiopië ·
Frankrijk ·
Gabon ·
Gambia ·
Ghana ·
Griekenland ·
Guinee ·
Guinee-Bissau ·
Hongarije ·
Israël ·
Italië ·
Japan ·
Jordanië ·
Kameroen ·
Kenia ·
Koeweit ·
Lesotho ·
Liberia ·
Libië ·
Madagaskar ·
Malawi ·
Mali ·
Marokko ·
Mauritanië ·
Mauritius ·
Mexico ·
Moldavië ·
Mozambique ·
Namibië ·
Nederland ·
Niger ·
Nigeria ·
Noord-Korea ·
Oeganda ·
Oostenrijk ·
Paraguay ·
Polen ·
Portugal ·
Qatar ·
Roemenië ·
Rusland ·
Rwanda ·
Senegal ·
Servië en Montenegro ·
Seychellen ·
Sierra Leone ·
Slovenië ·
Soedan ·
Spanje ·
Tanzania ·
Togo ·
Tsjaad ·
Tunesië ·
Turkije ·
Uruguay ·
Verenigde Staten ·
Zambia ·
Zimbabwe ·
Zuid-Afrika ·
Zuid-Korea ·
Zweden ·
Zwitserland
Argentinië (2006) · 
Colombia (2014) ·
Ghana (2015) ·
Griekenland (2014) · 
Japan (2014) ·  
Nederland (2006) · 
Noord-Korea (2010) · 
Servië en Montenegro (2006) ·
Zambia (2012)
1. ↑  https://sportnieuws.nl/voetbal/binnenland/terug-naar-messis-1e-keer-nederland-gouden-klomp-en-smikkelen-spekkies-videos/
2. ↑  https://www.fcupdate.nl/voetbalnieuws/1533/rood-voor-messi-bij-debuut/
3. ↑  https://www.volkskrant.nl/sport/achtervolgd-door-de-schaduw-van-het-verleden~be6693a7/
4. ↑  https://www.trouw.nl/nieuws/verzoek-versneld-nederlanderschap-kalou-afgewezen~bdd9d0c5/
5. ↑  https://www.europa-nu.nl/id/vhbeffq35wsj/montenegro
6. ↑  http://news.bbc.co.uk/sport2/hi/football/world_cup_2006/4852660.stm
7. ↑  https://www.nieuwsblad.be/cnt/dmf11062006_050
8. ↑  https://www.fcupdate.nl/voetbalnieuws/33455/van-persie-kritisch-over-robben/
9. ↑  https://www.theguardian.com/football/2006/jun/17/worldcup2006.match4
10. ↑  https://www.youtube.com/watch?v=iBZdcpdxoTA
11. ↑  https://www.trouw.nl/nieuws/kezman-tipt-argentinie-als-wereldkampioen~b4c32619/
12. ↑  https://www.ad.nl/nederlands-voetbal/de-perfecte-vrije-trap-tegen-ivoorkust~a1c77671/#:~:text=Van%20Persie%20haalt%20diep%20adem,raakt%20hij%20de%20bal%20perfect.
13. ↑  https://www.trouw.nl/nieuws/nederland-mag-door-na-2-1-op-ivoorkust~b2ba60d2/